# Hladno pivo
Hladno pivo ili skraćeno HP je hrvatski rock sastav koji se na sceni pojavio krajem osamdesetih u zagrebačkom predgrađu Gajnice, da bi već devedesetih postao najpopularniji hrvatski punk rock sastav.
U glazbenom smislu obilježava ih jednostavan punk rock stil pomiješan s rock zvukom.

## Povijest
Sastav ima više od 60 000 prodanih nosača zvuka, odsvirali su mnogo koncerata u Hrvatskoj, Sloveniji, Bosni i Hercegovini, Srbiji, Makedoniji, Njemačkoj, osvojili osam Porina, osam  Zlatnih Koogli, dva Crna mačka, jednu nagradu Davorin, te mnoge druge. Njihova web stranica je često mijenjala dizajn, uglavnom prilikom izdavanja novih glazbenih uradaka.
Svi članovi sastava predstavljaju se imenom ili nadimkom.
Prvi koncert održali su u Kumrovcu 21. svibnja 1988. Na tom koncertu izvodili su najviše obrade pjesama domaćih sastava, ali su svirali i svoju prvu skladbu »Čelične zavjese«, objavljenu na svom prvom nosaču zvuka 1993. godine. Prve skladbe objavljene su im 1992. na kompilaciji hrvatskih rock sastava pod nazivom T.R.I.P. Zone. u izdanju Croatia Recordsa. Radilo se o ploči na kojoj su izdane pjesme »Trening za umiranje« i »Buba švabe«.
Nedugo nakon ovog izdanja sastavu je ponuđen nastup u Sloveniji kao predgrupa skupini KUD Idijoti 17. prosinca 1992. Svirali su i sa sastavom Zabranjeno Pušenje, na festivalu u talijanskom Tivoliju. Iza ovih nastupa članovi Hladnog piva ulaze u studio i snimaju svoj prvi album.
Nakon tri albuma kojima su zaključili neslužbenu trilogiju Džinovski, G.A.D. i Desetka, na kojima su spojili ulične i klupske odlike pop punka, punk rocka i hardcore punka, sastav 1999. godine snima album Pobjeda. Postavi se tada pridružio novi član Stipe Mađor-Božinović na trubi. Uz korištenje i drugih instrumenata kao što su klavijature, akustična i slide gitara, obogaćen je njihov osnovni rock stil, ali je album zadobio i popularniji izraz. Tako su dodani ska ritmovi, country lirika, heavy metal tutnjava,  i folk poetika.
Krajem 2000. sastav je zaokružio jedno desetljeće snimkom koncerta Istočno od Gajnica. Iduće godine pjevač Mile Kekin objavljuje samostalni projekt U dva oka pod imenom Mile i Putnici. Godine 2002. Hladno pivo dovršava skladbu jednostavnog naziva "Himna", objavljenu na istoimenom EP-u, za nogometnu reprezentaciju za Svjetsko prvenstvo u Japanu u čijoj izvedbi su sudjelovali i vratari Stipe Pletikosa i Tomislav Butina. 
Album Šamar pojavio se početkom lipnja 2003., praćen velikim ljetnim hitom "Zimmer Frei". Uslijedila je velika turneja "Dođite po šamar" te njen jesenski nastavak "Okrenite drugi obraz". 
Godine 2003. sastav je za isti album dobio i nagradu "Joško Kulušić" Hrvatskog helsinškog odbora, za zaštitu i promicanje ljudskih prava u medijima.
Hladno Pivo je Šamarom dominiralo listama najboljih albuma godine, a potvrda kvalitete stigla je i na Porinu i Zlatnoj koogli 2004. U travnju 2004., održali su trijumfalni koncert u krcatoj maloj dvorani Doma sportova koji je ovjekovječen i na DVD-u "Pun (kon)Dom sportova". To je raskošno izdanje u samo nekoliko mjeseci prodano u više od dvije tisuće primjeraka.
U proljeće 2005. Hladno Pivo je krenulo do tada u najveću glazbenu turneju u karijeri. Runda za sve obilazi desetak najvećih hrvatskih gradova, a koncerte u sportskim dvoranama prati vrhunska produkcija, a dio prihoda doniran je SOS dječje selo Hrvatska - Lekenik. Najveći koncert do tada održavaju, po prvi puta u velikoj dvorani Doma sportova,  pred oko 10 000 obožavatelja. Ostali značajni koncerti su: 25. svibnja 2007. na Šalati. 14. prosinca 2007. napunili su Dom Sportova, a rasprodan je desetak dana prije održavanja koncerta. Dio prihoda s koncerta išao je udruzi udruzi SOS - dječje selo Hrvatska.
U proljeće 2007. izdali su album Knjiga žalbe i popratili ga turnejom Uz žuju nije sve tako sivo, posjetili su sve veće gradove u Hrvatskoj. 
Dana 18. travnja 2008. u Zagrebu je održan humanitarni koncert za SOS dječje selo Lekenik
08.05.2008 u Zadru, u drvorani Jazine s grupom TBF održao se humanitarni koncert za SOS dječje selo Hrvatska  
30.04.2008. u dvorani Baldekin, Šibeniku održan koncert za bolnicu Šibenik uz TBF, Atomsko sklonište te šibenske grupe 022 i One II Many
20.09.2009. u klubu Močvara u Zagrebu održavaju još jedan tradicionalni humani koncert za SOS dječje selo Lekenik.
23.04.2010. u Ogulinu održan humanitarni koncert za pomoć u prometnoj nesreći nastradalom policajcu i slijepom djetetu s celebralnom paralizom.

Nakon poduže stanke 16. travnja 2011. objavili su novi album pod nazivom Svijet glamura. Proljetno ljetni dio turneje nazvan je Dodvoravanje Tour 2011, dok je jesensko zimski dio odvija pod imenom Kud pivo tud i ja.
07.10.2011. održao se veliki koncert u zagrebačkoj Areni a dio prihoda s cijele turneje je darovan djeci SOS dječje selo Lekenik, kojima su ranije darovali gitare
07.05.2012 Mile i Zoki su posjetili SOS dječje selo Lekenik na proslavu 20 godina humanitarnog rada udruge te tako podržali veliku humanitarnu kampanju.
09.03.2016 u klubu Katran u Zagrebu održan još jedan koncert za nezbrinutu djecu
28.12.2016 Cinkuši, Hladno Pivo i Picksiebner održali humanitarni koncert za pomoć kolegi Igoru Bariću koji je pretrpio moždani udar
12.10.2017. Hladno pivo nastupa u Londonu, Velika Britanija a dan kasnije i u Dublinu u Irskoj.
16.02.2018 u Karlovcu održan humanitarni koncert za osiguranje ABA terapije u Karlovcu. (Applied Behavior Analysis terapija je znanstveno dokazana metoda kojom se može pomoći djeci s autizmom i drugim poremećajima u razvoju)
23.11.2018. bend je napunio klub Inkost u Malmöu, a sljedeće večeri i Musikens Hus u 270 km udaljenom Göteborgu.
21.06.2021 Hladno pivo nastupa na velikom HRT koncertu za potresom pogođene Petrinju i Sisak.
21.09.2022. Mile Kekin najavio koncertnu pauzu Hladnog piva te odlučio posvetiti se solo karijeri,
29.10.2022. Hladno pivo je održalo svoj posljednji koncert u gradiću Hum u Istri

## Diskografija

### Studijski albumi
- Džinovski (1993.)
- G.A.D. (1995.)
- Desetka (1997.)
- Pobjeda (1999.)
- Šamar (2003.)
- Knjiga žalbe (2007.)
- Svijet glamura  (2011.)
- Dani zatvorenih vrata (2015.)

### Koncertni albumi
- Uživo prije Ramonesa `94 (1994.)
- Istočno od Gajnica (2000.)
- Evo vam Džinovski (2014.)

### DVD
- Pun(k)ondom spo(r)tova (2004.)
- Knjiga postanka (2009.)

## Vanjske poveznice
- Hladno pivo.hr  Arhivirana inačica izvorne stranice od 23. lipnja 2011. (Wayback Machine)
- Hladno pivo.com neslužbena fan stranica
- Muzika.hr  Arhivirana inačica izvorne stranice od 11. lipnja 2009. (Wayback Machine) članak prilikom dobivanja nagrade HHO-a